# Kyrsteniopsis
Kyrsteniopsis, biljni rod iz porodice glavočika smješten u podtribus Alomiinae, dio tribusa Eupatorieae, potporodica Asteroideae. 
Postoji šest prizatih vrsta rasprostranjene od Meksika do Gvatemale

## Opis
Kyrsteniopsis je mali rod grmova i polugrmolva iz Meksika. Karakteriziraju ga nasuprotni, dugi listovi s peteljkom, goli srtilovi, relativno malo (9-16) cvjetova po glavi i usko cjevasti, zelenkasti vjenčići. Također ima 5 rebrastih cipsela s papusom od brojnih čekinja, pa bi se njegova vrsta smatrala dijelom tradicionalne široke klasifikacije Eupatorium s.l.

## Vrste
1. Kyrsteniopsis cymulifera (B.L.Rob.) R.M.King & H.Rob.
2. Kyrsteniopsis dibolii R.M.King & H.Rob.
3. Kyrsteniopsis heathiae (B.L.Turner) B.L.Turner
4. Kyrsteniopsis iltisii (R.M.King & H.Rob.) B.L.Turner
5. Kyrsteniopsis nelsonii (B.L.Rob.) R.M.King & H.Rob.
6. Kyrsteniopsis perpetiolata (R.M.King & H.Rob.) B.L.Turner
7. Kyrsteniopsis spinaciifolia (DC.) B.L.Turner

## Sinonimi
- Pseudokyrsteniopsis R.M.King & H.Rob.